# Foro de la Industria Nuclear Española
Foro de la Industria Nuclear Española (Foro Nuclear) es una asociación de carácter civil creada en 1962. Representa los intereses del sector nuclear español y constituye un interlocutor significativo en el debate nuclear. Respalda las oportunidades de negocio de sus socios a nivel nacional e internacional y divulga las características de la energía nuclear, así como las distintas aplicaciones de esta tecnología. Impulsa el funcionamiento de los reactores nucleares españoles, apostando por mantener el peso de la aportación nuclear en la cesta energética española.

## Socios
En Foro de la Industria Nuclear Española están presentes las principales empresas de España relacionadas con la energía nuclear. Las aproximadamente 55 organizaciones que la integran se pueden clasificar en:
- Empresas eléctricas.
- Centrales nucleares.
- Empresas de explotación de instalaciones nucleares y radiactivas, fabricantes de componentes y suministradores de sistemas nucleares.
- Empresas de ingeniería, de servicios nucleares y radiológicos, entidades para el desarrollo tecnológico nuclear y empresas de obra civil y montaje.

## Principales actividades
- Representación institucional en defensa de los intereses de las empresas.
- Apoyo a la industria nuclear para contribuir a su desarrollo comercial.
- Difusión del conocimiento sobre energía nuclear mediante actividades formativas.
- Participación en grupos de trabajo, foros, debates y conferencias.
- Realización de estudios técnicos, análisis y publicaciones.
- Biblioteca nuclear especializada con más de 4.000 registros.
- Transmisión de información nuclear a través de encuentros, web, redes sociales...

## Publicaciones y otras actividades
A lo largo de los años Foro Nuclear ha editado numerosas publicaciones. Se encuentran, entre otras, la publicación estadística de todas las fuentes energéticas titulada ENERGÍA; el catálogo de la industria nuclear española, el informe anual con los resultados del sector nuclear y la Newsletter mensual con la actualidad nuclear nacional y mundial del momento. Junto a la edición de publicaciones, Foro Nuclear organiza cursos, jornadas, talleres, conferencias y eventos sobre energía nuclear y participa junto con la industria nuclear española en misiones comerciales, ferias y congresos para la internacionalización de la industria nuclear española.
Un registro vivo de su actividad divulgadora así como repositorio de múltiples materiales didácticos sobre la energía nuclear está en la página web Rincón Educativo.

## Centrales nucleares en España
En España operan actualmente 7 reactores nucleares (Ascó I y II y Vandellós II en Tarragona; Cofrentes en Valencia; Trillo en Guadalajara y Almaraz I y II en Cáceres), que generan más del 20% de la electricidad.

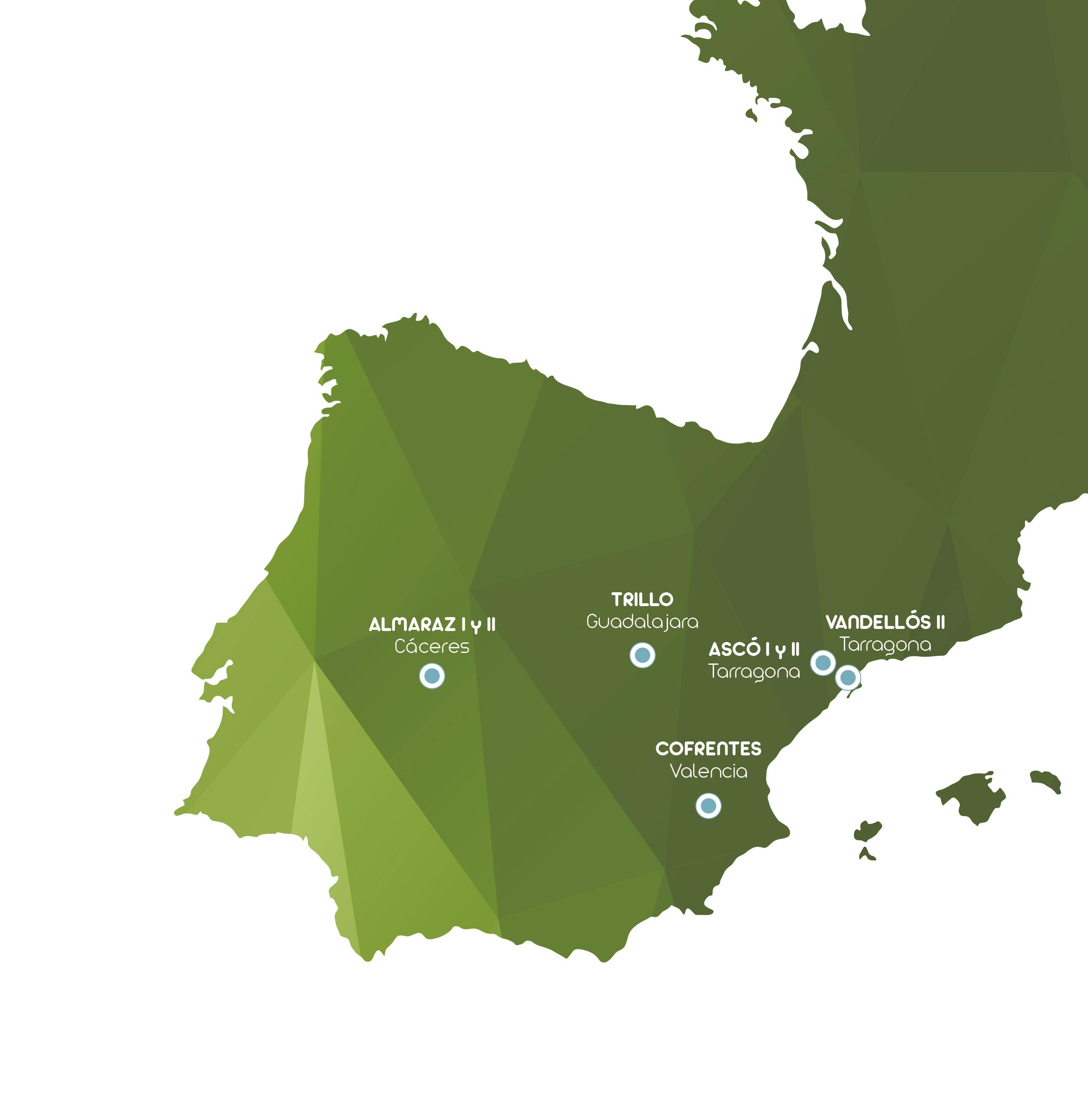
Mapa de las centrales nucleares españolas
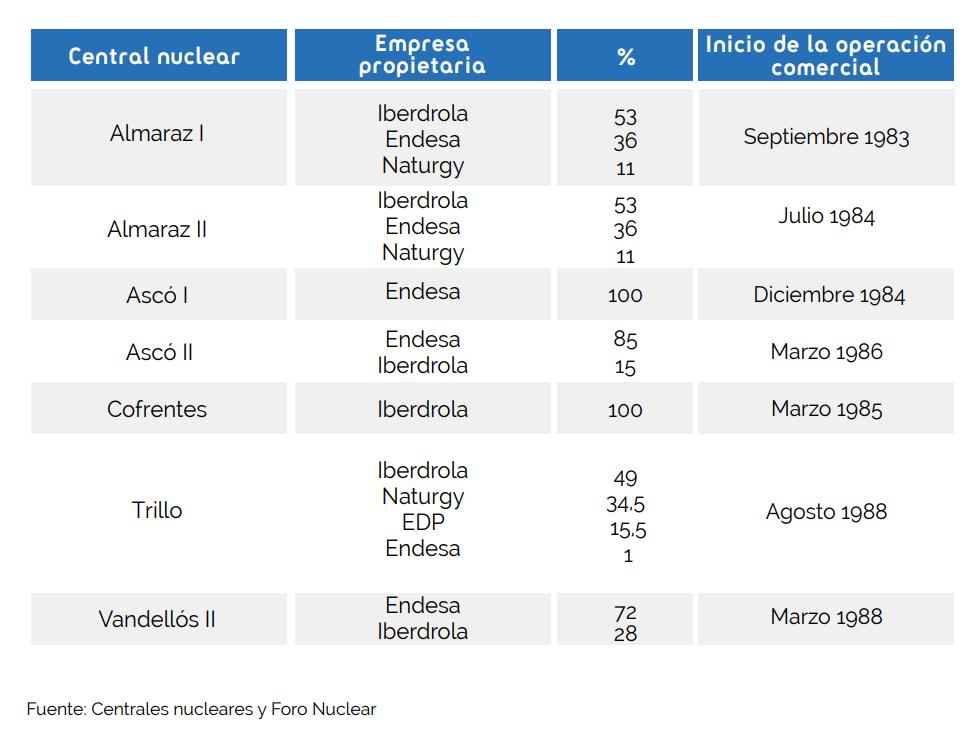
Titulares de las centrales nucleares españolas

## Presidentes
La asociación se creó en 1962 con el nombre de Forum Atómico Español. En 1996 cambió de nombre, pasando a denominarse Foro de la Industria Nuclear Española (Foro Nuclear).
Su actual presidente es Ignacio Araluce Latamendía. Nacido en San Sebastián (Guipúzcoa), ha dedicado su vida profesional a la energía nuclear. Estudió Ciencias Físicas, especialidad fundamental, y tiene un PDD por el IESE, Universidad de Navarra. Es también graduado en Ingeniería nuclear por la entonces Junta de Energía Nuclear. Araluce asumió la presidencia de Foro Nuclear en marzo de 2017.
| Nombre                                | Periodo                        |
| ------------------------------------- | ------------------------------ |
| Fórum Atómico Español                 |                                |
| José María de Oriol y Urquijo         | junio 1962 a mayo de 1969      |
| Manuel Gutiérrez Cortines             | mayo 1969 a diciembre de 1976  |
| Santiago Castro                       | diciembre 1976 a abril de 1977 |
| Alfonso Álvarez Miranda               | abril 1977 a febrero de 1996   |
| Alfredo Llorente Legaz                | febrero 1996 a enero de 1998   |
| Foro de la Industria Nuclear Española |                                |
| Adolfo García Rodríguez               | enero 1998 a abril de 2002     |
| Eduardo González Gómez                | abril 2002 a abril de 2008     |
| Mª Teresa Domínguez Bautista          | abril 2008 a marzo de 2013     |
| Antonio Cornadó Quibús                | marzo 2013 a marzo de 2017     |
| Ignacio Araluce Latamendía            | marzo 2017 a presente          |